# Дзежгонь
Дзе́жгонь (пол. Dzierzgoń, нем. Christburg) — город в Польше, входит в Поморское воеводство, Штумский повят. Имеет статус городско-сельской гмины. Занимает площадь 3,88 км². Население — 5653 человека (на 2004 год).

## Галерея

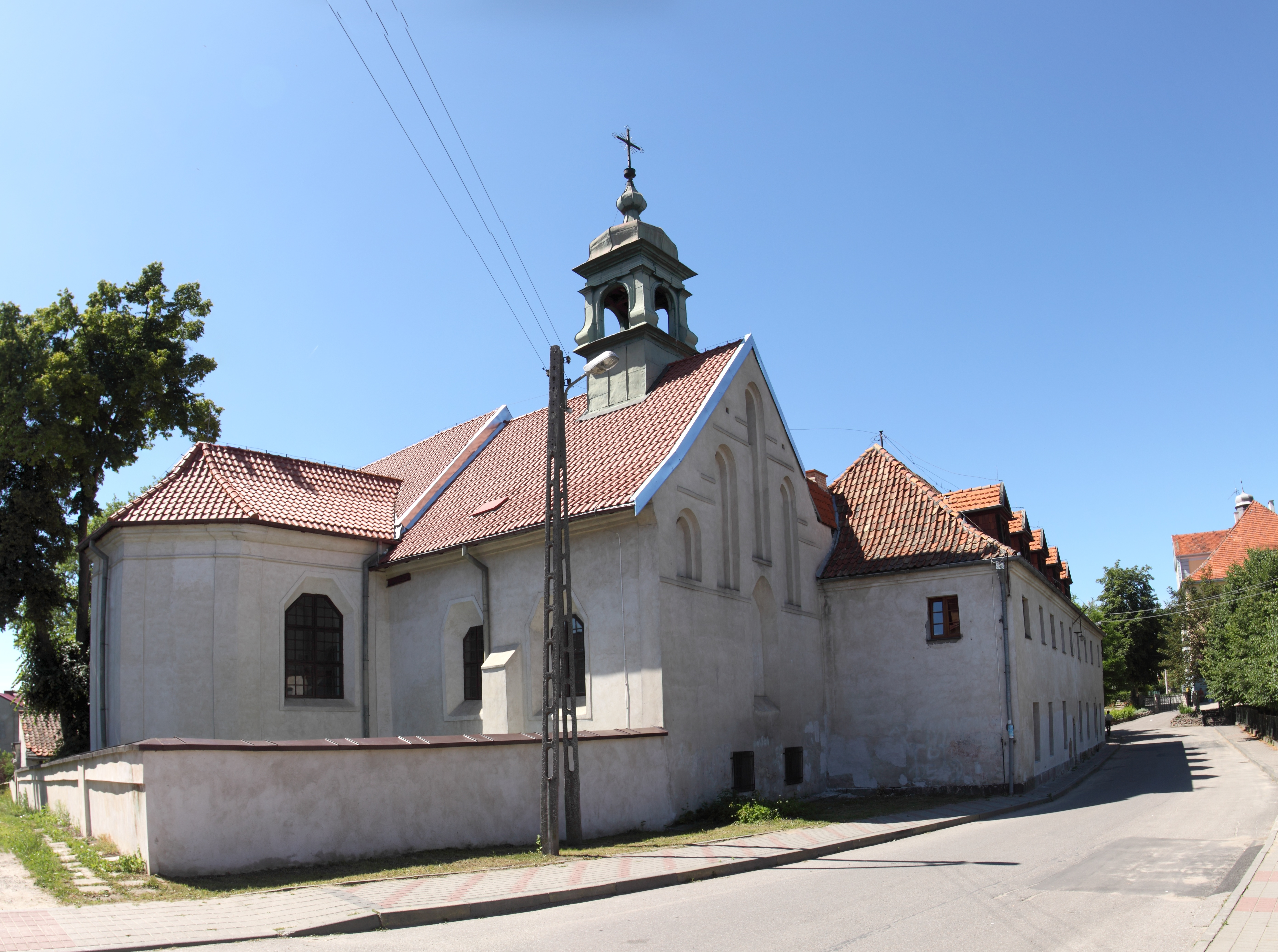
Монастырское здание в стиле барокко с готической остроконечной стеной
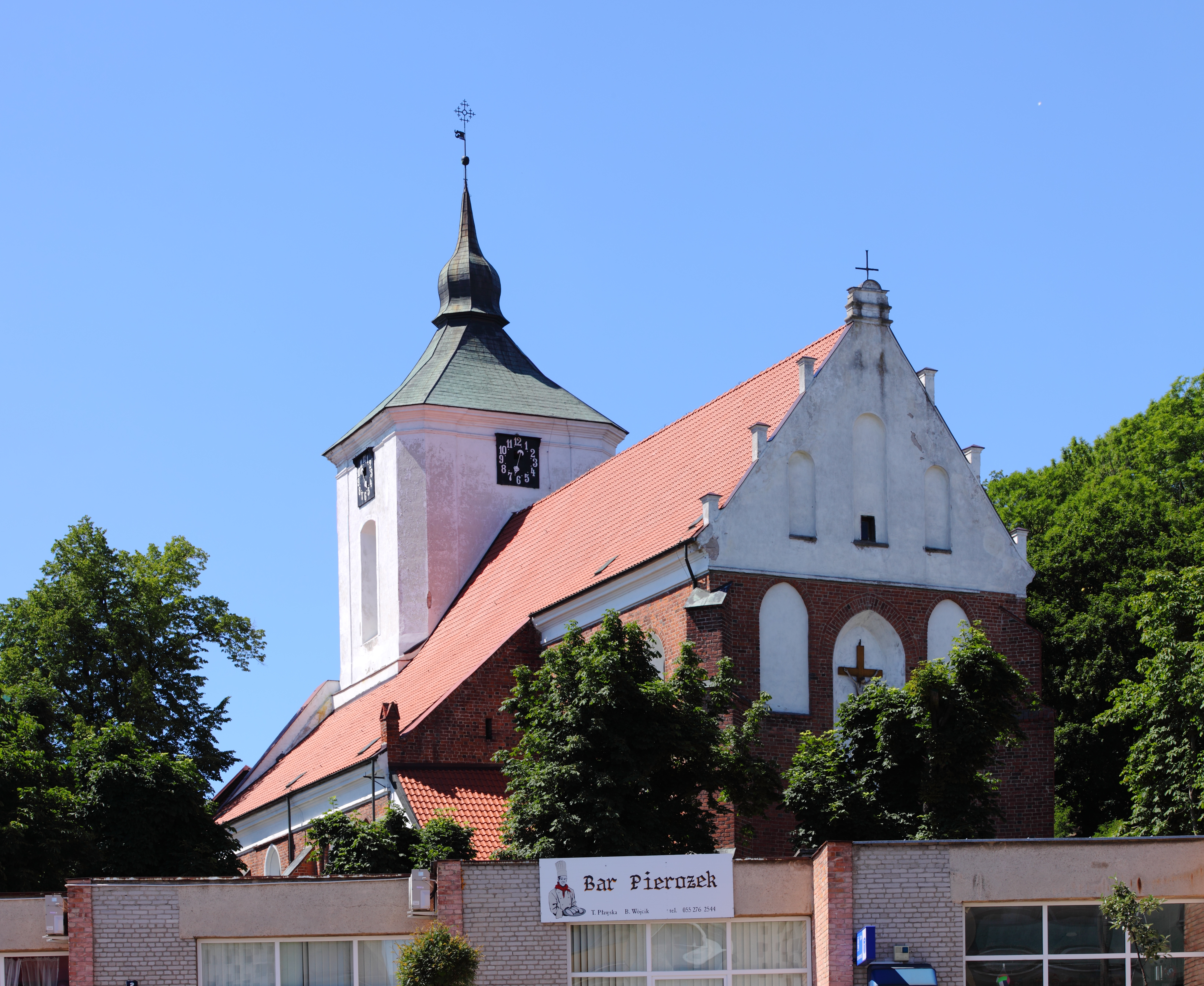
Церковь Святой Екатерины
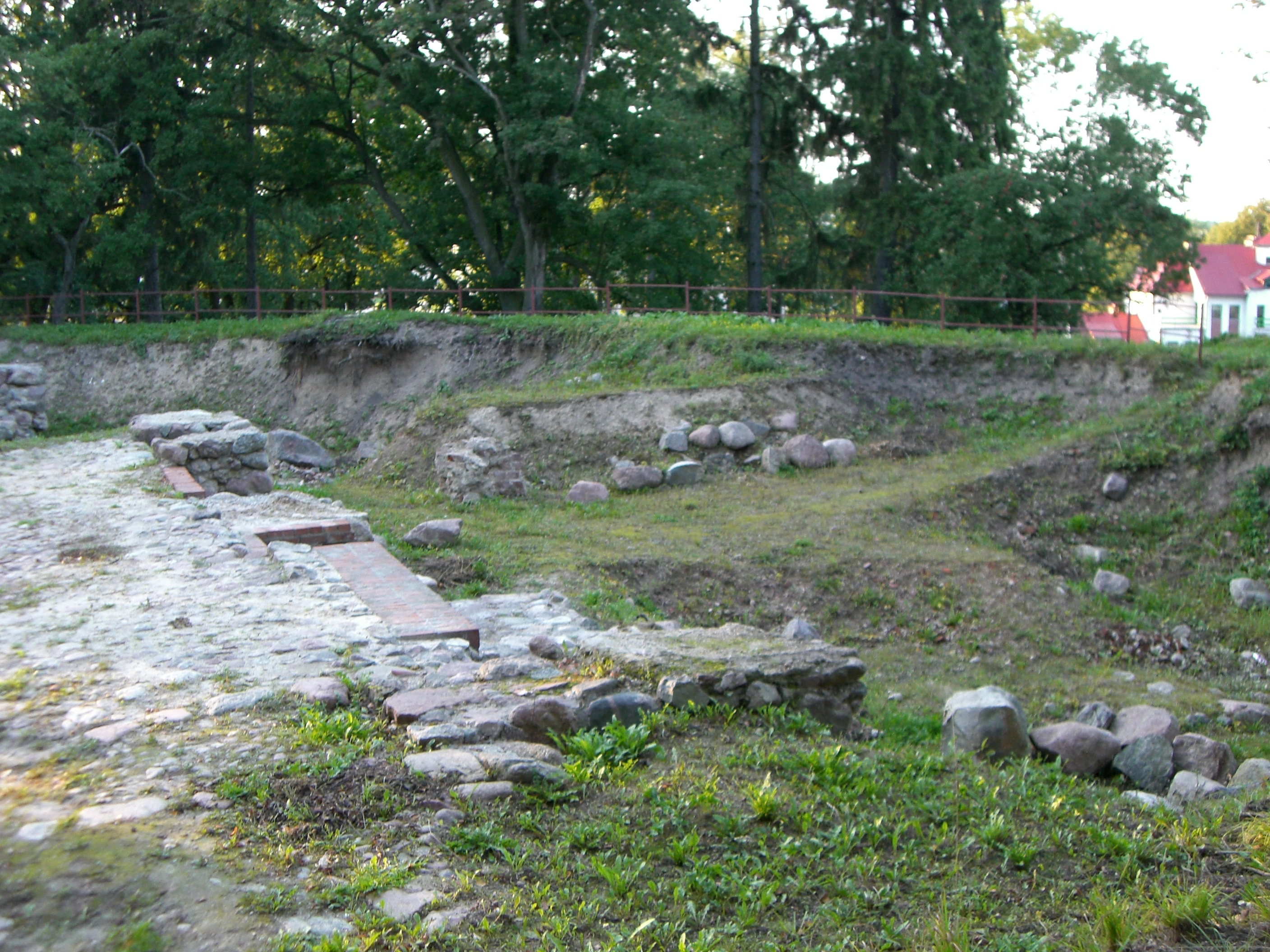
Остатки разрушенного замка
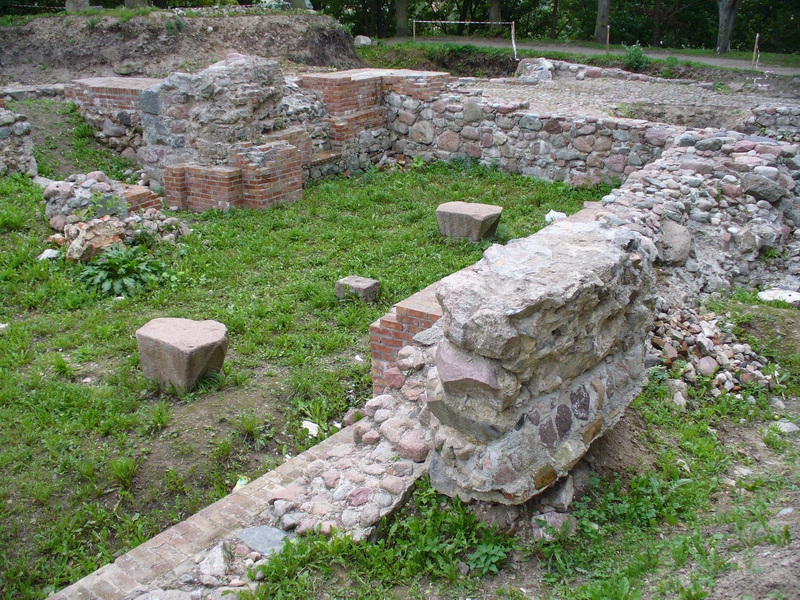
Стены фундамента разрушенного замка (частично замурованные)
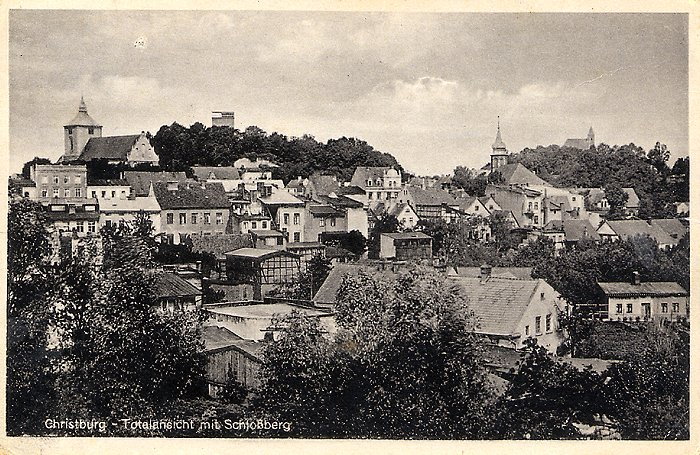
Кристбург в XX веке, вид с горы Шлоссберг
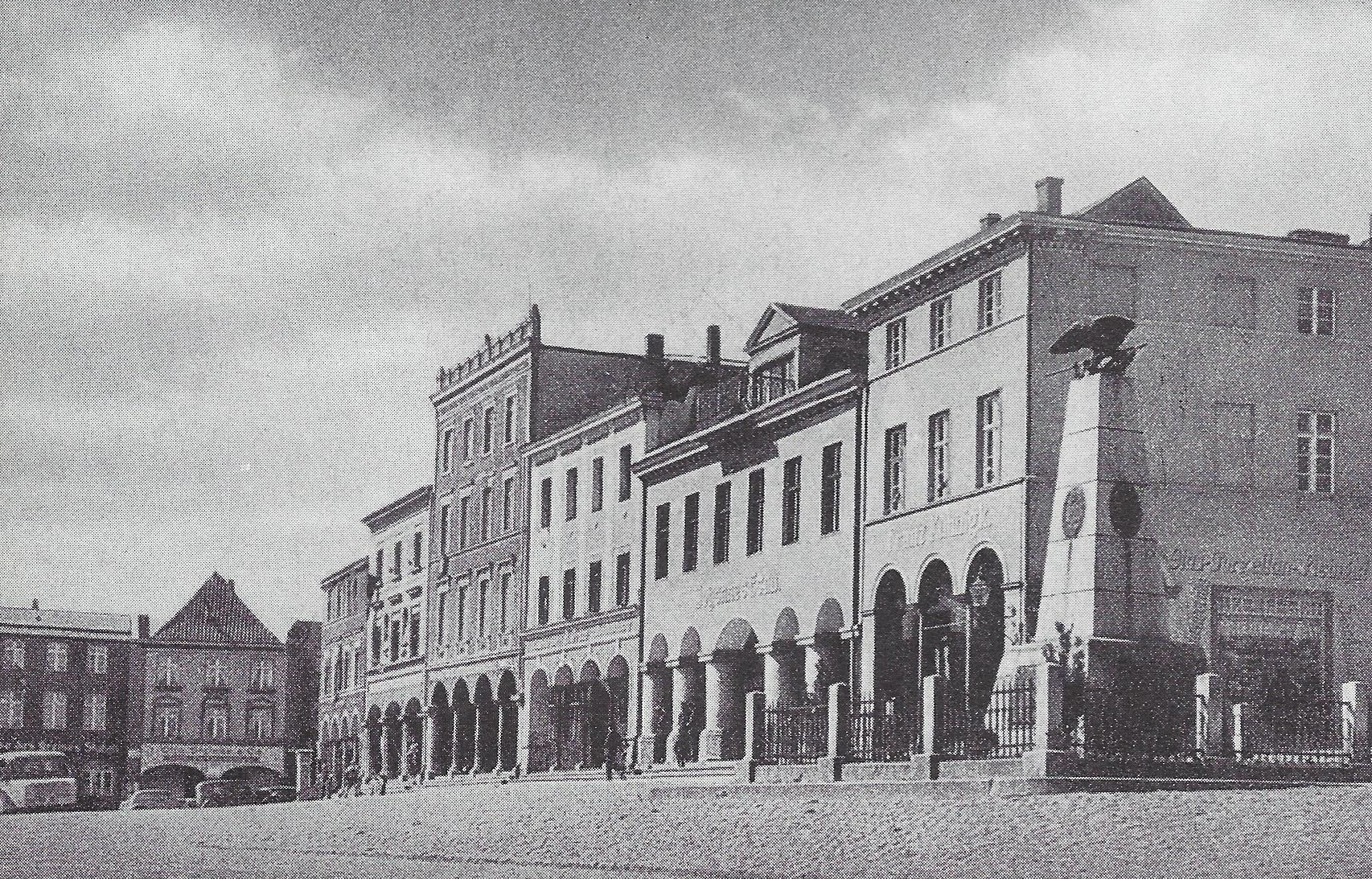
Рыночная площадь с беседками, до 1945 г.
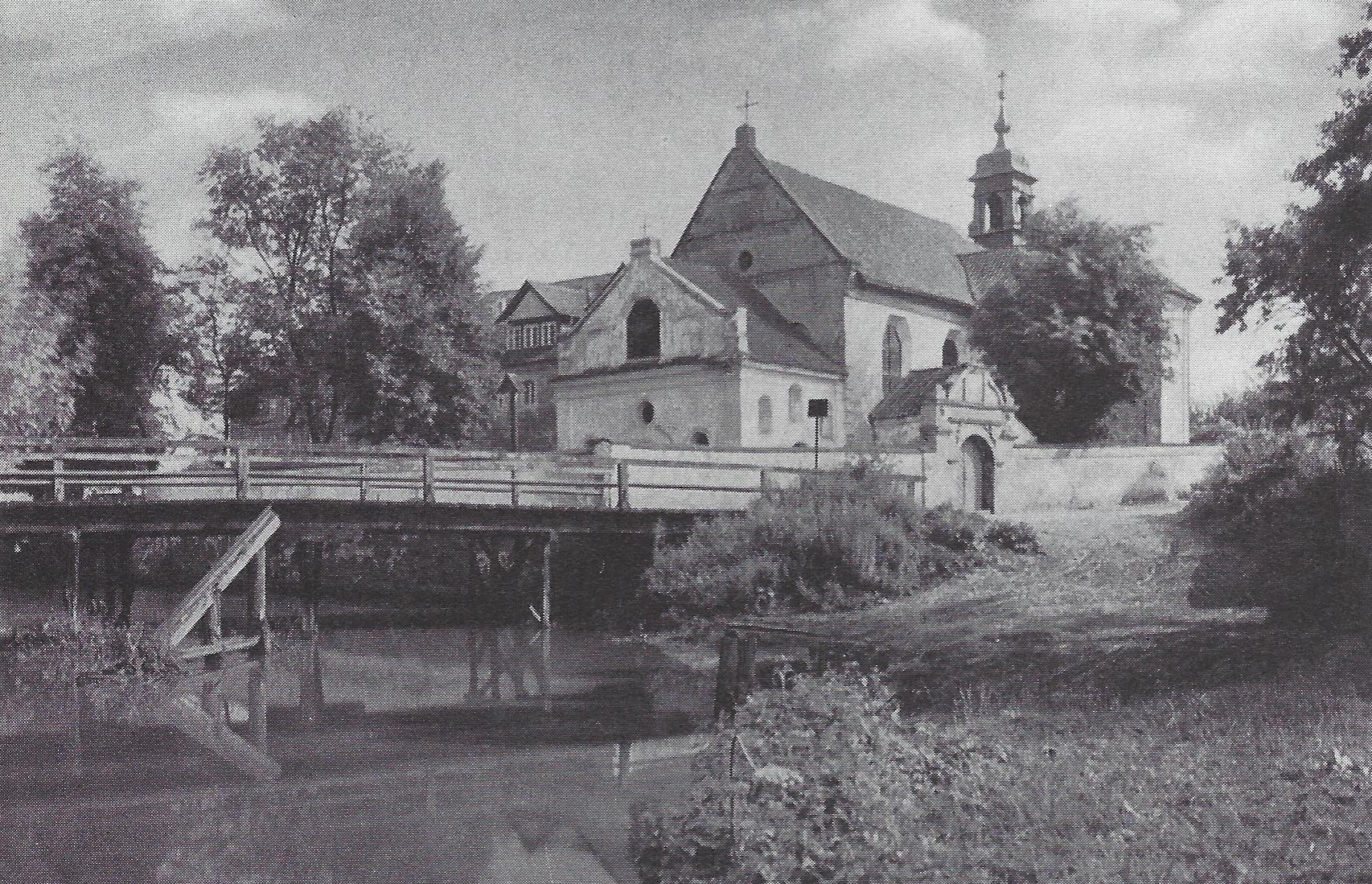
Монастырская церковь в 1930-х гг.
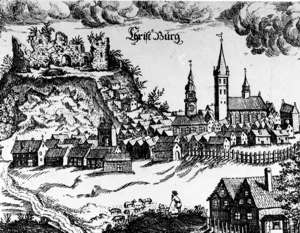
Кристбург в 1684 году (гравюра на меди Кристофа Харткноха)
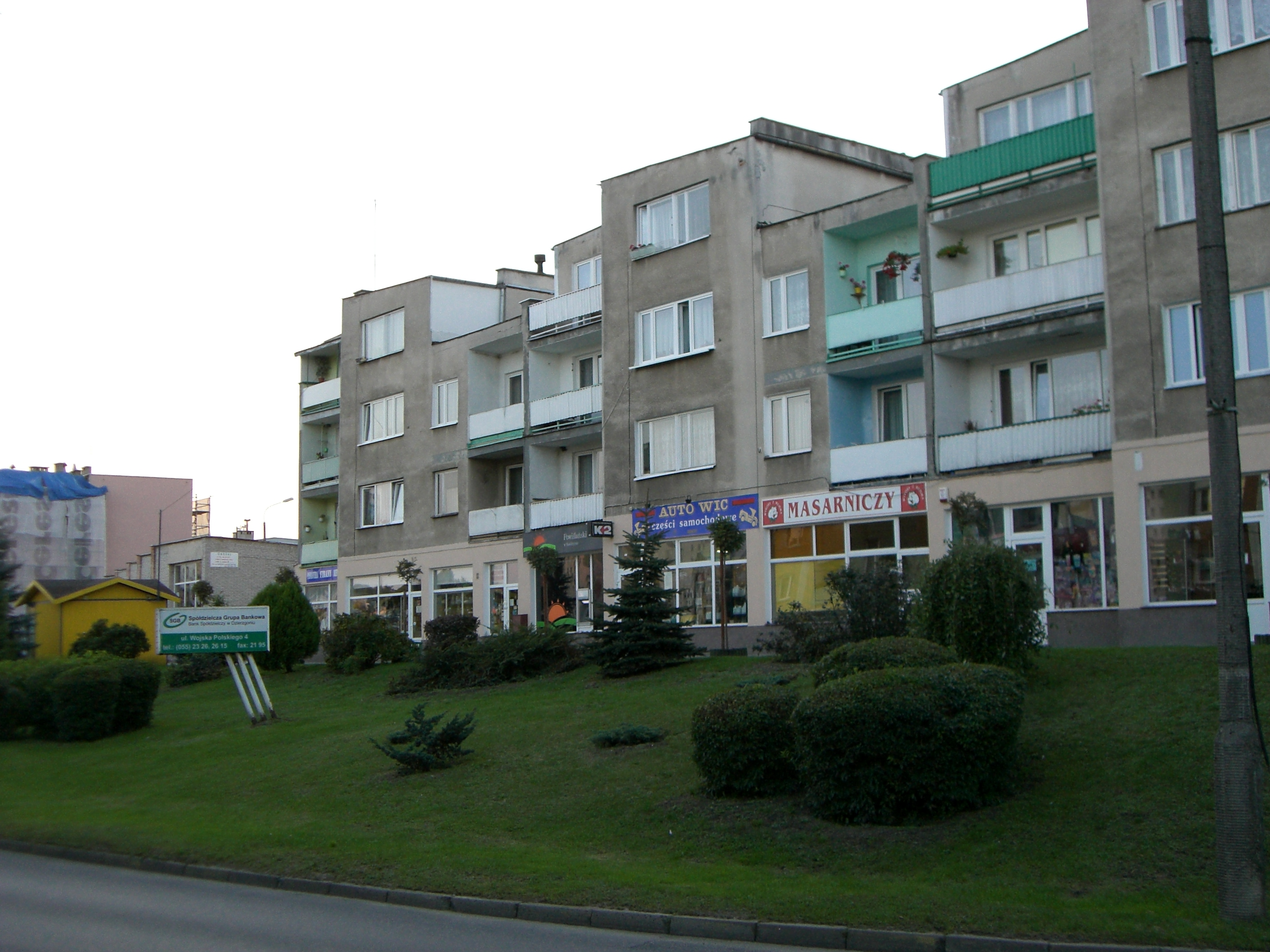
Площадь Свободы (ранее Рыночная площадь), 2007 г.